# Parc de Versalles
El parc al Palau de Versalles abasta 815 hectàrees a la ciutat de Versalles al Yvelines (França). Es tracta d'una banda, al voltant d'una desena part de l'antic domini anomenat el Gran Parc, la influència es va reduir significativament durant la Revolució, actualment administrat pel públic del castell i la zona de Versalles. En aquest parc estan tancades, hi ha diversos monuments, el castell de Versalles, el Petit Trianon i el Grand Trianon, el Hameau de la Reine, jardins francesos del castell de Versalles creat per Le Nôtre, jardins Trianons que el jardí d'estil anglo-xinès Marie-Antoinette, el rei del jardí i dos grans estanys, el Gran Canal i l'estany dels Suïssos.